# 福島県立伊達高等学校
福島県立伊達高等学校（ふくしまけんりつだてこうとうがっこう）は、福島県伊達市に所在する県立の高等学校である。

## 概要
- 伊達市内にある2つの高校を統合し、新たに伊達高校を開校。校舎は旧保原高校を使用。

（旧梁川高校は伊達高校梁川校舎として旧梁川高校で入学した生徒は引き続き通学している）

## 沿革
- 2023年4月1日 - 保原高校と梁川高校と統合し、統合校の伊達高等学校が開校[1]。

## 校訓
- 学知利行・開心見誠・和衷協同[2]

## 部活動
- 運動部：陸上競技、野球、サッカー、ソフトテニス、卓球、バレーボール、バスケットボール、剣道、柔道、水泳、弓道
- 文化部：新聞、吹奏楽、演劇、写真、美術、華道、茶道、商業研究、情報処理

## アクセス
- 阿武隈急行線保原駅 徒歩15分